# Dolmar
Dolmar est une entreprise allemande basée à Hambourg, spécialisée dans les outils de motoculture ,.

## Historique
Emil Lerp invente la première tronçonneuse à essence et la commercialise en 1927. Son épouse donne le nom Dolmar à l'entreprise, en souvenir du test de la première machine, effectué sur le mont Dolmar dans la forêt de Thuringe. 
Dolmar est présente à la première exposition internationale du bois en 1951 à Lyon, où elle présente toute sa gamme de l'époque.
En 1975, Dolmar sort la KMS4, première tronçonneuse à moteur rotatif ; et en 1987, selon la publicité du constructeur, les premières avec carburateur à injection.
En 1991, Sachs-Dolmar entre dans le groupe japonais Makita, acteur du secteur machinisme et équipement industriel,, et devient Dolmar GmbH ; néanmoins toutes ses tronçonneuses thermiques sont fabriquées en Allemagne, c'est d'ailleurs aussi le cas de celles qui portent la marque Makita. En France il existe une dizaine de milliers de revendeurs d'outils de motoculture Makita et Dolmar.
En 2009/2010, Dolmar est le sponsor d'un concours inter-universitaire américain relatif à la sécurité des opérations forestières.
En octobre 2015, Dolmar est rebaptisée Makita Engineering Germany GmbH .

## Produits
L'entreprise fabrique principalement des tronçonneuses, ainsi que des débroussailleuses, des taille-haies électriques et thermiques, des tondeuses à gazon, des scies circulaires, des broyeurs de végétaux et des aspirateurs de feuilles.

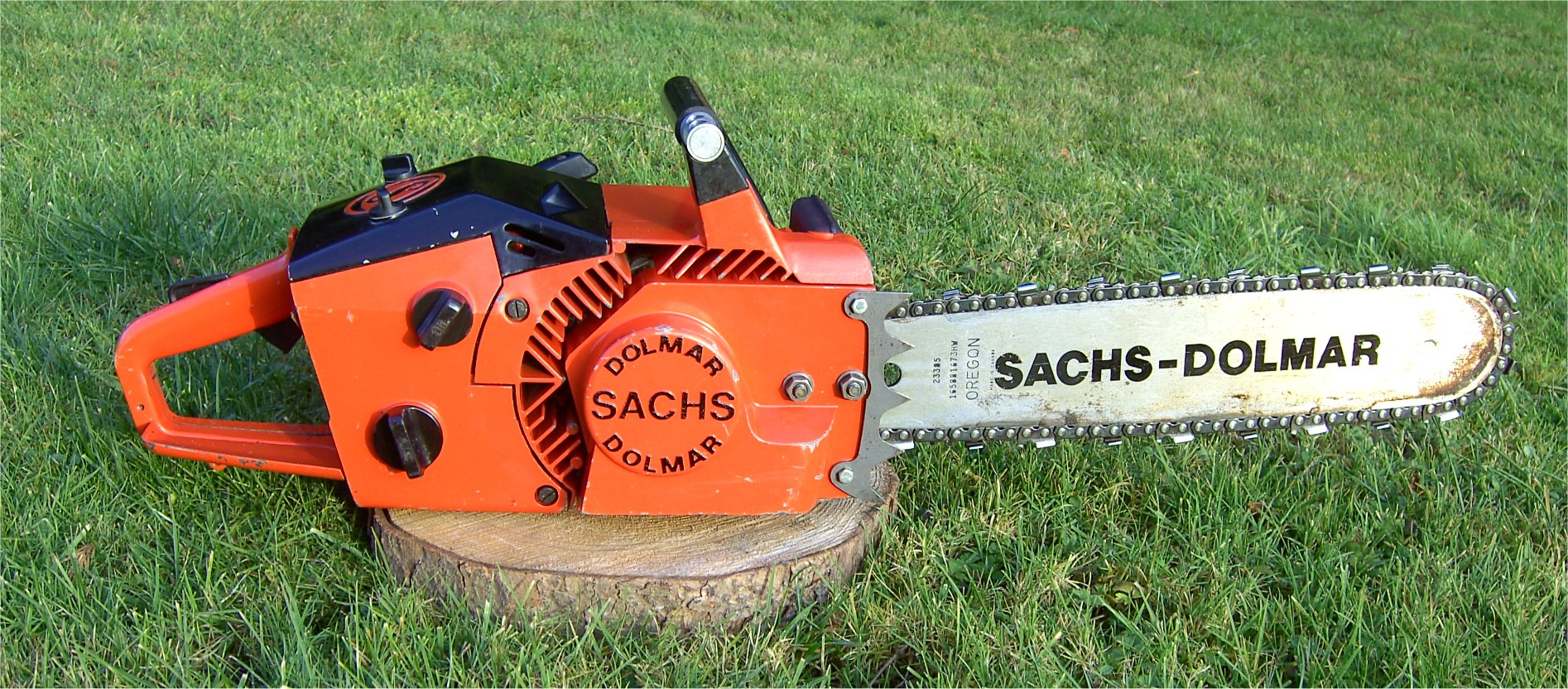
Tronçonneuse KMS4.
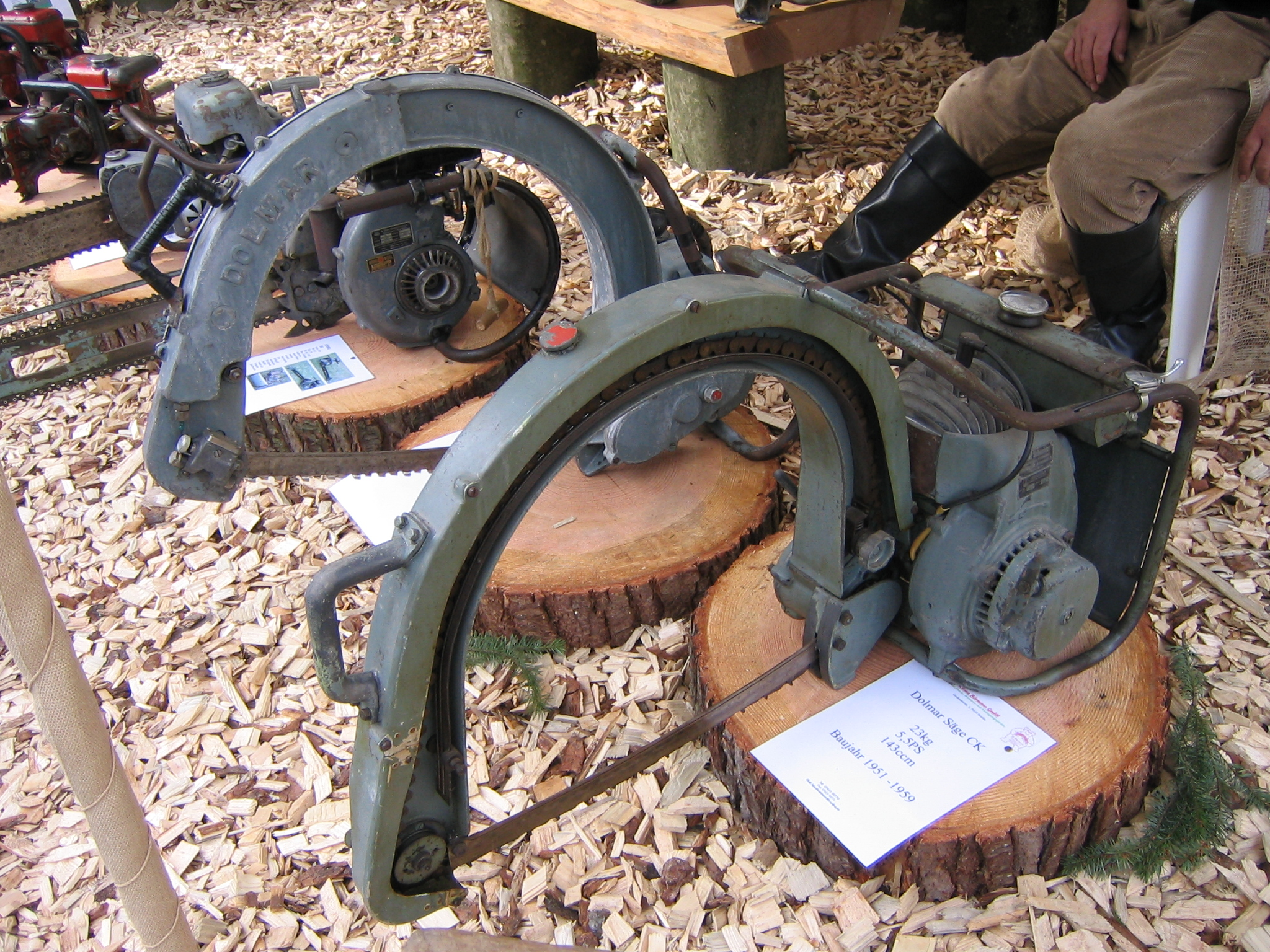
Scies à ruban des années 50.
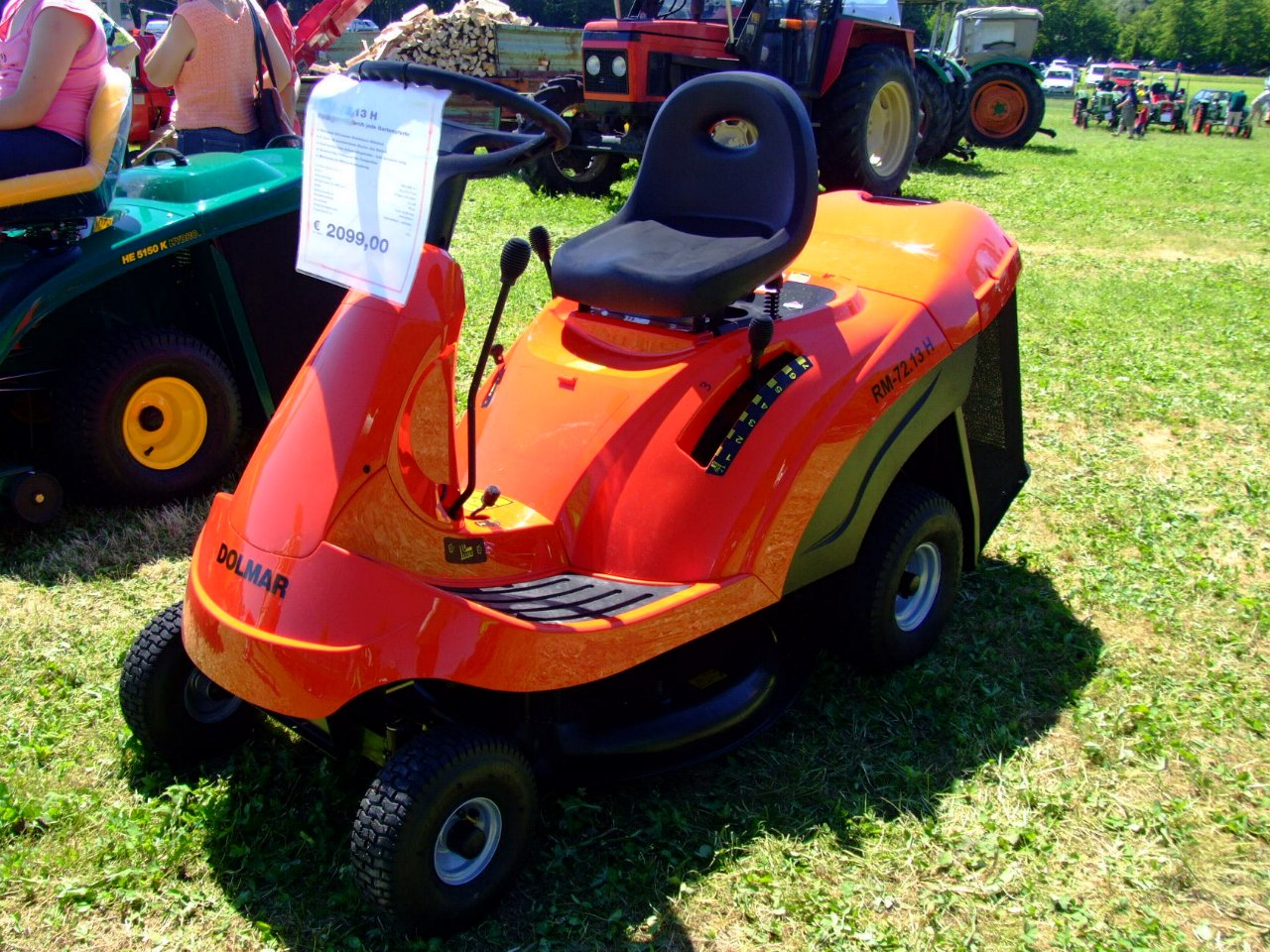
Tracteur-tondeuse RM-72.13 H.